# Dwór w Karłowcu
Dwór w Karłowcu – zabytkowy dwór wybudowany w miejscowości Karłowiec.
Piętrowy dwór, obecnie dom nr 1, wybudowany na  początku XIX w., przebudowany 1870, kiedy był w posiadaniu Moritza von Zastrow. Budynek zwieńczony  dachem mansardowym krytym łupkiem z lukarnami. Od frontu centralnie trzyosiowy, dwupiętrowy pseudoryzalit z głównym wejściem pod skromnym balonem. Ryzalit zamknięty trójkątnym frontonem (tympanonem) zawierającym herb.

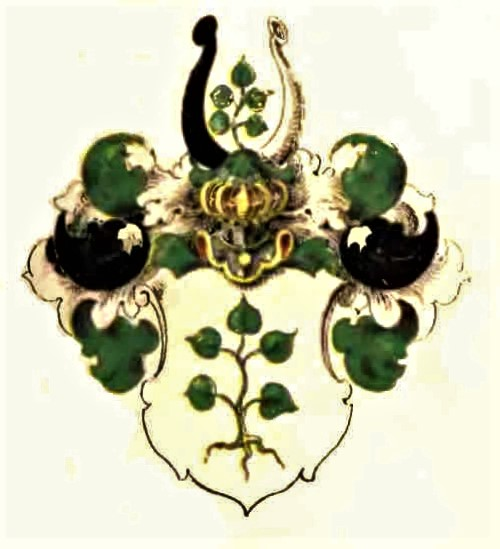
Herb von Zastrow